# Дуцько Іван Андрійович
Іва́н Андрі́йович Дуцько́ (1867 — 19 січня 1933, Малнівська Воля) — український священник та композитор.

## Життєпис
Іван Дуцько народився 1867 року поблизу Дрогобича, в родині отця Андрія та Розалії Дуцьків. Зростав у священничій родині, перейняв від батьків віру у Господа, любов до рідної землі, українського народу, його традицій.
Закінчив Дрогобицьку гімназію, вчився у Перемиській духовній семінарії. 1893 року одружився з Михайлиною Должицькою, в швидкому часі по цьому висвячений на священника.
Душпастирював спочатку у Кукезові та Крехові, з 1898 року — в містечку Белзець. Від 1908 року служив вірним храму св. Параскевії П'ятниці у селі Малнівська Воля. Мав барвистий голос, добре диригував, грав на фортепіано, здійснював акомпанемент. Висунув ідею створення в селі церковного хору, в швидкому часі парафіяни під керівництвом директора місцевої школи Дмитра Бонка супроводжували співом усі богослуження, виконували церковні і народні твори.

## Творчість

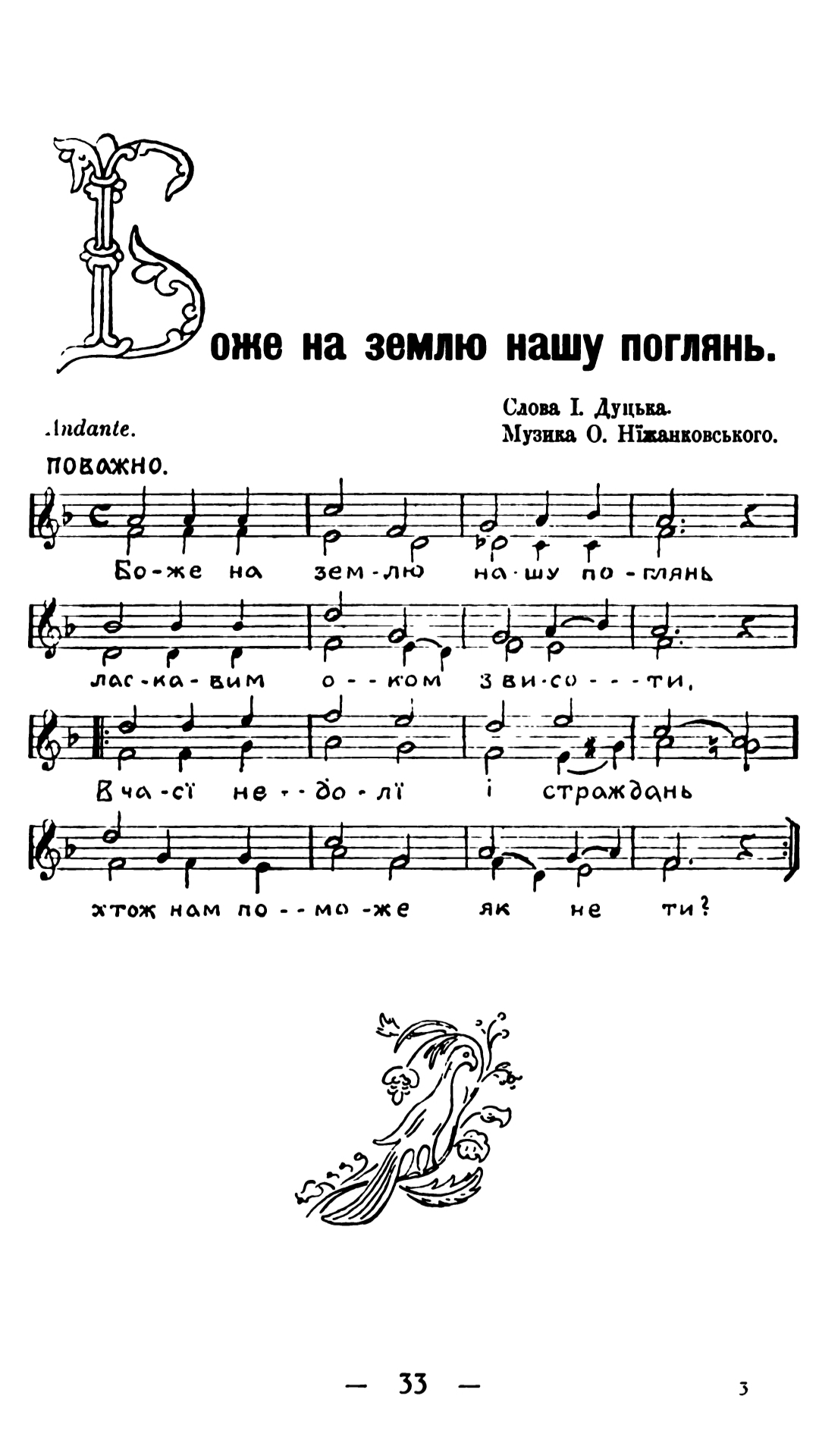
Пісня «Боже, на землю нашу поглянь» Івана Дуцька й Остапа Нижанківського з віденського видання 1916 року.

Отець Іван Дуцько писав вірші, до деяких складав музику, твори виконував хор. Серед творів — «Пренебесна, пречудесна», «Вірую, Господи», «Тіло Христове прийму», «Отворіть царські ворота», «Єдиним серцем і устами», «В Назареті зацвіла лелія», «О Ісусе наш небесний», «Люди мої, люди», «Цей день», «Боже, на землю нашу поглянь» тощо. Багато з творів Івана Дуцька вважаються народними.
1906 року в Жовкві вийшла друком перша збірка о. Івана «Півець. Збірник нових церковно-народних пісень» з 24 творами, у ній засвідчене авторство похоронної пісні «Лишаю вас, пороги» та творів «Страдальна Мати», «З нами Бог», колядки «В Вифлиємі новина».
Окремими виданнями у Жовкві збірки духовних пісень о. Івана Дуцька виходили в 1924 та 1926 роках.
Захоплювавсяч шахами, мав широке коло знайомств, до якого входив й Іван Франко. Був ініціатором побудови нового храму в Малнівській Волі, сам склав проекта і керував особисто будівництвом; церква св. Параскеви П'ятниці посвячена 1928 року.
Осінню 1932 року важко захворів, на Різдво Христове 1933-го його ще привели до церкви. Помер 19 січня 1933 року, похований на церковному подвір'ї перед входом у храм св. Параскевії П'ятниці.